# TSV 1860 Ansbach (Handball)
Die Handballabteilung des TSV 1860 Ansbach e. V., kurz TSV Ansbach, ist ein Handballverein aus dem mittelfränkischen Ansbach, dessen Männerteam die deutsche Feldhandball-Meisterschaft gewann, süddeutscher Vizemeister wurde und in Bayern den Rekord mit zehn bayerischen Meisterschaften hält.

## Geschichte
Erstmals erreichte Ansbach in der Saison 1956 die Endrunde um die Deutsche Feldhandball-Meisterschaft, schied dort aber bereits in der Vorrunde aus, ebenso in der Endrunde 1957. 1958 gelang die Qualifikation nicht, 1959 erreichte die Mannschaft das Viertelfinale der Endrunde.
In den folgenden drei Jahren war Ansbach im deutschen Feldhandballsport das Maß aller Dinge. Der TSV gewann 1960 und 1961 die Süddeutsche Regional-Meisterschaft im Feldhandball der Männer; bei den Deutschen Meisterschaften 1960 und 1962 holte Ansbach den Titel, außerdem die Vizemeisterschaft bei der Endrunde 1961. Hinzu kam ein vierter Platz bei der Endrunde im Hallenhandball 1960.
Der TSV erreichte anschließend zwar noch zwei weitere Endrunden (1963 und 1964), bei denen man jeweils im Viertelfinale am TSV Grün-Weiß Dankersen scheiterte, die ganz große Zeit der Ansbacher Handballer war damit allerdings vorbei. 1967 gehörte Ansbach zu den Gründungsmitgliedern der kurzlebigen Feldhandball-Bundesliga, kam dort aber über mittlere Platzierungen in der Südstaffel der Liga nicht hinaus und musste in der Saison 1969 den Abstieg in die Regionalliga hinnehmen. Mit zehn gewonnenen Titeln ist der TSV 1860 Rekordhalter bei „Bayerischen Meisterschaften“.

### Erfolge
| Hallenhandball - Deutsche Meisterschaftsendrunde 1960 - Bayerischer Rekordmeister (10) 5 × Bayerischer Meister (1. Liga) 1 × Bayerischer Meister (2. Liga) 3 × Bayerischer Meister (3. Liga)' 1 × Bayerischer Meister (4. Liga) | Hallenhandball - DHB-Pokal Hauptrunde 1989 - Süddeutscher Vizemeister 1960, 1962 - Bayerischer Vizemeister (8) 1951, 1954 1955, 1958, 1961, 1968, 1985, 1986 - Nordbayerischer Meister (4. Liga) 1978 - Nordbayerischer Meister 1998, 2000 |

| Feldhandball - Deutscher Meister 1960, 1962 - Deutscher Vizemeister 1961 - Süddeutscher Meister 1960, 1961 1962 | Spielerpersönlichkeit - Konrad Porzner (Handballspieler) - Erwin Porzner (Nationalspieler) |

## HG Ansbach
Seit 2002 bilden die Handballabteilungen des TSV 1860 Ansbach und des TSV Fichte Ansbach eine Spielgemeinschaft, die HG Ansbach.
Die HG Ansbach nimmt mit drei Herrenmannschaften, zwei Damenteams und sechs Nachwuchsmannschaften am Spielbetrieb des Bayerischen Handballverbandes (BHV) teil. Das erste Damenteam und die erste Herrenmannschaft spielen 2023/24 beide in der mittelfränkischen Bezirksoberliga.
Erfolge
| - Aufstieg in die Bayernliga (4. Liga) 2006 - Nordbayerischer Meister 2006 | - Aufstieg in die Landesliga 2012, 2014, 2016 - Mittelfränkischer Meister 2012, 2014, 2016 |